# Jef Mergaert

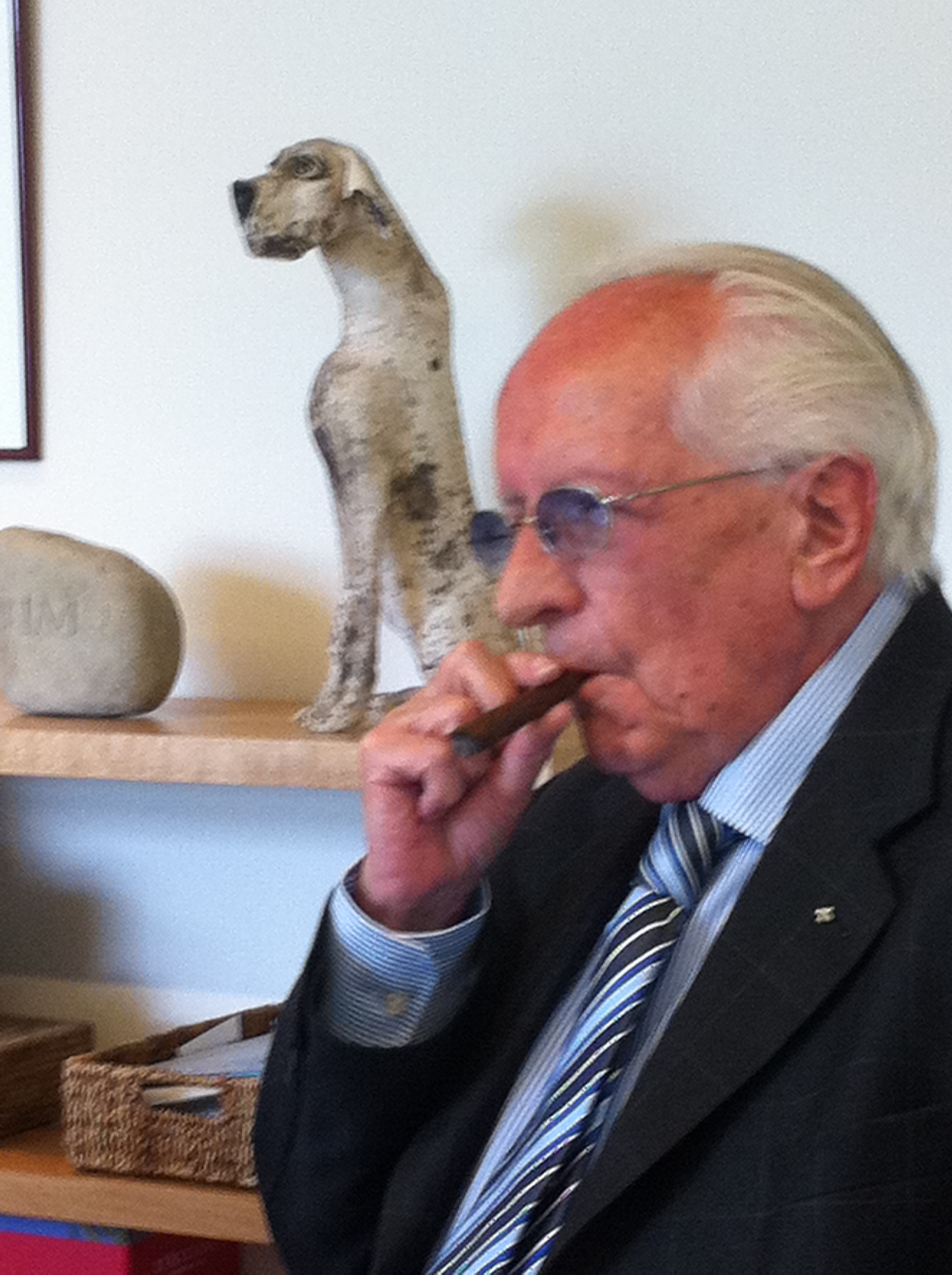
Jef Mergaert

Jef Mergaert (Koekelare, 26 november 1930) is een rooms-katholiek priester en grafisch uitgever.

## Levensloop
Mergaert is de zoon van Joris Mergaert (1904-1990) en Anna Bulcke (1902–1993) en de tweede van elf kinderen.
Na de Latijns-Griekse humaniora en studies filosofie & theologie aan het Grootseminarie in Brugge werd hij priester gewijd op 26 mei 1956. Hij werd leraar aan het Sint-Aloysiuscollege in Menen.

## Congo
Samen met vijf andere priesters van het bisdom Brugge werd Mergaert in 1958 naar Stanleystad (thans Kisangani) gezonden om er het college te leiden. Met een groep studenten, ging hij weldra meewerken aan de jeugdrubriek van het weekblad Afrique Chrétienne. 
De spanningen die na 1965 sterk toenamen tussen president Mobutu en de primaat van Zaïre, kardinaal Joseph Malula, hadden tot gevolg dat heel wat uitgaven verboden werden. Afrique Chrétienne behoorde er toe. Als antwoord hierop, besloot Mergaert met zijn studenten losse bladen uit te geven om ze in scholen en andere centra op te hangen. De ‘muurkranten’ naar Russisch of Chinees model waren geboren. De overheid kon een weekblad verbieden maar honderden losse bladen illegaal verklaren bleek moeilijker. Gedurende  vier jaar werden zo ‘muurkranten’ verspreid in Congo-Kinshasa, Rwanda, Burundi, Congo-Brazzaville en Kameroen. Ze werden zeer populair in de middelbare scholen. 
Maar de spanning in het land bleef. Mobutu wilde alleen nog maar pers in Congo die van hem afhing en aan hem gehoorzaamde. Dit betekende het einde van de Muurkranten-Congo (Zaïre). De initiatiefnemer werd uit het land gezet.

## Muurkranten in Vlaanderen
Opnieuw in België in de loop van 1973 en in samenspraak met de Brugse bisschop Emiel Jozef De Smedt besloot Mergaert met de opgedane ervaring een gelijkaardig initiatief te nemen in Vlaanderen. Het werd de Uitgeverij Muurkranten, opgericht als een vereniging zonder winstoogmerk. 
Hij verenigde als eerste redactiemedewerkers rond zich: Herman Boon, Mark Van de Voorde, de Salesianen van de organisatie Eigentijdse Jeugd (Don Bosco – Groot-Bijgaarden). Een tiental fotografen brachten foto’s aan. De originaliteit van zijn activiteiten werd ruim erkend. Sindsdien diversifieerde de uitgeverij haar activiteiten en groeide ze bestendig.

## Publicaties
Naast zijn activiteiten als eindredacteur van talrijke publicaties van de Uitgeverij Muurkranten, schreef Jef Mergaert:
- 365, Dagboek, Lannoo, Tielt, 1979
- 365, Dagboek, CUM-Boeke, Pretoria, Zuid-Afrika, 1980
- 365, Journal, Lannoo, Tielt, 1980
- Elke dag is er een: dagboek,  Lannoo, Tielt, 1983
- Op weg van gisteren naar morgen: een hartewens, Lannoo, Tielt, 1983
- Op weg van gister na môre: ’n hartewens, CUM-Boeke, Pretoria, Zuid-Afrika, 1984
- Gij Onzichtbare Aanwezige, Fragmenten uit het Nieuwe Testament, verbeeld in sfeervolle foto’s, Lannoo, Tielt, 1980
- God heeft ons de aarde gegeven om er een stukje hemel van te maken, Lannoo, Tielt,  1984
- Nieuw dagboek, oude wijsheid, Lannoo, Tielt, 1984
- Gastenboek, vriendenboek, Lannoo, Tielt, 1984
- Lady, zoveel om niet te vergeten, Lannoo, Tielt, 1986
- Lady, gedachten en gedichten,  Lannoo, Tielt, 1986
- Lady, welkom vrienden en gasten, Lannoo, Tielt,  1986
- Het leven heeft veel kleuren, La Rivière & Voorhoeve, Kampen, 1988
- Elke dag heeft zijn kleur, La Rivière & Voorhoeve, Kampen, 1988
- Vrienden geven kleur aan het leven,  La Rivière & Voorhoeve, Kampen, 1988
- 120 Jezuswoorden, in kalligrafie van Brody Neuenschwander, samenstelling Jef Mergaert, Uitgeverij Muurkranten, Brugge, 1996
- Over geloof, samenstelling Jef Mergaert, geïllustreerd met fragmenten van Middeleeuwse schilderijen, Uitgeverij Muurkranten, Brugge, 2013.